# Neromia
Neromia is een geslacht van vlinders van de familie spanners (Geometridae), uit de onderfamilie Geometrinae.

## Soorten
- N. activa Prout, 1930
- N. barretti Prout, 1912
- N. carnifrons Butler, 1883
- N. clavicornis Prout, 1915
- N. cohaerens Prout, 1916
- N. chlorosticta Prout, 1912
- N. enotes Prout, 1917
- N. impostura Prout, 1915
- N. integrata Hausmann, 2009
- N. manderensis Prout, 1916
- N. phoenicosticta Prout, 1912
- N. picticosta Prout, 1913
- N. propinquilinea Prout, 1920
- N. pulvereisparsa (Hampson, 1896)
- N. quieta (Prout, 1912)
- N. rhodomadia Prout, 1922
- N. rubripunctilla Prout, 1912
- N. simplexa Brandt, 1938
- N. strigulosa Prout, 1925